# بازار صفی
بازار صفی (به ترکی آذربایجانی: صفی بازاری)، یکی از بازارهای مجموعهٔ بازار تبریز است. این بازار به صورت شرقی-غربی بوده و ادامهٔ آن «بازارچه انگج» است. در حال حاضر، خیابان راسته کوچه (خیابان استاد مطهری) بازار انگج را از بازار اصلی قطع کرده است. قسمت غربی بازارچه به میدان انگجی و مسجد آیت‌الله انگجی منتهی می‌شود.

## وجه تسمیه
بازار صفی شاید به نام شیخ صفی الدین اردبیلی، جد شاه اسماعیل صفوی نامگذاری شده باشد. بعضی نیز عقیده دارند که نام این بازار به نام شاه صفی نامیده شده است.
بازار صفی نیز مثل سایر راسته بازارها، دالان‌ها و تیمچه‌ها در زلزله ۱۱۹۳ قمری به کلی ویران شده، بعداً مرمت شدند؛ ولی نام شاه صفی کماکان در روی این بازار تاکنون باقی‌مانده است.

## مکان‌های تاریخی
بازار صفی در کنار مسجد جامع کبیر تبریز قرار گرفته و مسجد هفتاد ستونی نیز در شمال این بازارچه واقع است. در قسمت جنوب غربی بازار صفی، کوچه انجمن قرار دارد. حمام سید گلابی نیز از دیگر بناهای تاریخی این قسمت از بازار تبریز است.
در بازار صفی طبق آمار سال ۱۳۸۰، تعداد ۱۱۶ مغازه در شغل و صنف‌های گوناگون فعال هستند که عبارتند از: عطاری ۱۴ واحد، خرازی ۴۸، بزازی ۸، پلاسکو ۵، بیسکویت و شیرینی ۵، پیه و دنبه فروشی ۸ واحد.
در ضلع جنوبی بازار صفی، خیابان جمهوری اسلامی و در غرب آن خیابان راسته کوچه واقع شده است که موزه مشروطه و مسجد جامع کبیر در راسته‌کوچه قرار دارند. از اولین مدارسی که در بازار صفی تبریز شروع به کار کرد، «مدرسه تمدن» بود که مدیر آن در سال ۱۲۹۰ خورشیدی سید حبیب‌الله جاوید بود.